# Лопушани
Лопуша́ни — село в Україні, у Зборівській міській громаді Тернопільського району Тернопільської області. Було підпорядковане Гукалівській сільській раді (2016). 
До Лопушан приєднано хутір Хомівка. Розташоване на річці Лопушанка, у центрі району. Населення — 180 осіб (2001).

## Населення

### Мова
Розподіл населення за рідною мовою за даними перепису 2001 року:
| Мова       | Кількість | Відсоток |
| ---------- | --------- | -------- |
| українська | 180       | 100%     |

## Історія
Перша писемна згадка — 1598.
Діяли «Просвіта», «Сільський господар» та інші українські товариства.
1 серпня 1934 року внаслідок адміністративної реформи село включене до новоствореної у Зборівському повіті об'єднаної сільської гміни Оліїв.
12 червня 2020 року, відповідно до розпорядження Кабінету Міністрів України № 724-р «Про визначення адміністративних центрів та затвердження територій територіальних громад Тернопільської області» увійшло до складу Зборівської міської громади.
19 липня 2020 року, в результаті адміністративно-територіальної реформи та ліквідації Зборівського району, село увійшло до складу Тернопільського району.

## Релігія
- церква Різдва Пресвятої Богородиці (1933, кам'яна).

## Пам'ятки
Встановлено пам'ятний хрест на честь скасування панщини, насипана братська могила УСС.
У липні 2016 року  зведено пам'ятник Небесній сотні та учасникам АТО.

## Соціальна сфера
Немає.

## Відомі люди

### Народилися
- Пісний Василь Михайлович (1963—2021) — генерал-лейтенант міліції, екс-начальник Департаменту державної служби боротьби з економічною злочинністю МВС України, екс-заступник начальника Головного управління боротьби з корупцією та організованою злочинністю Служби безпеки України.

### Проживали
- Василь Приймак (1983—2015) — український військовик, сержант 66-го військового мобільного госпіталю, учасник російсько-української війни 2014—2017 років.
- Петро Процик (нар. 1947) — український військовий діяч, заступник начальника Генерального штабу Збройних Сил України (1997—2002), генерал-лейтенант.[7]

## Галерея

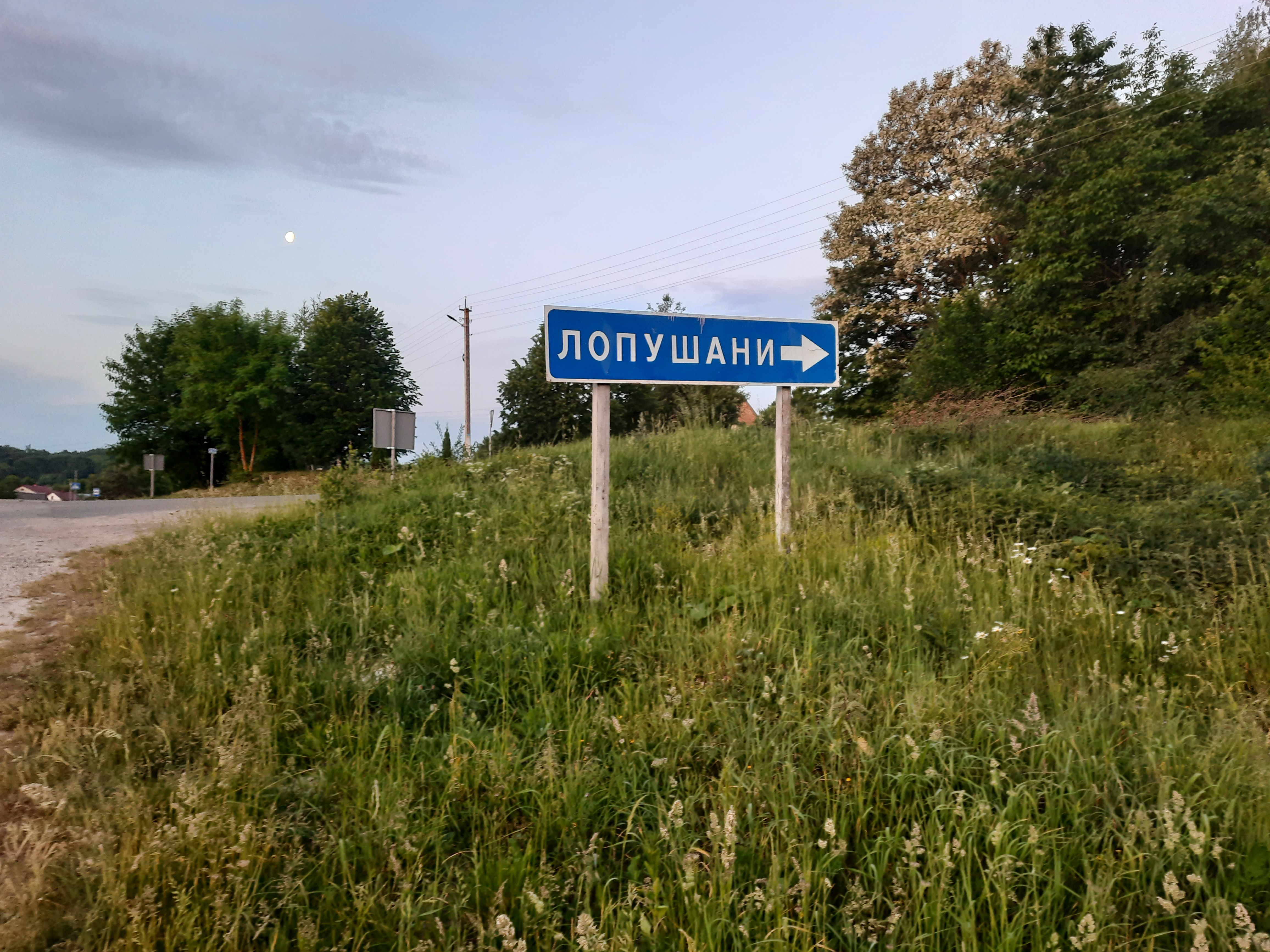
Дорожній знак при повороті на село
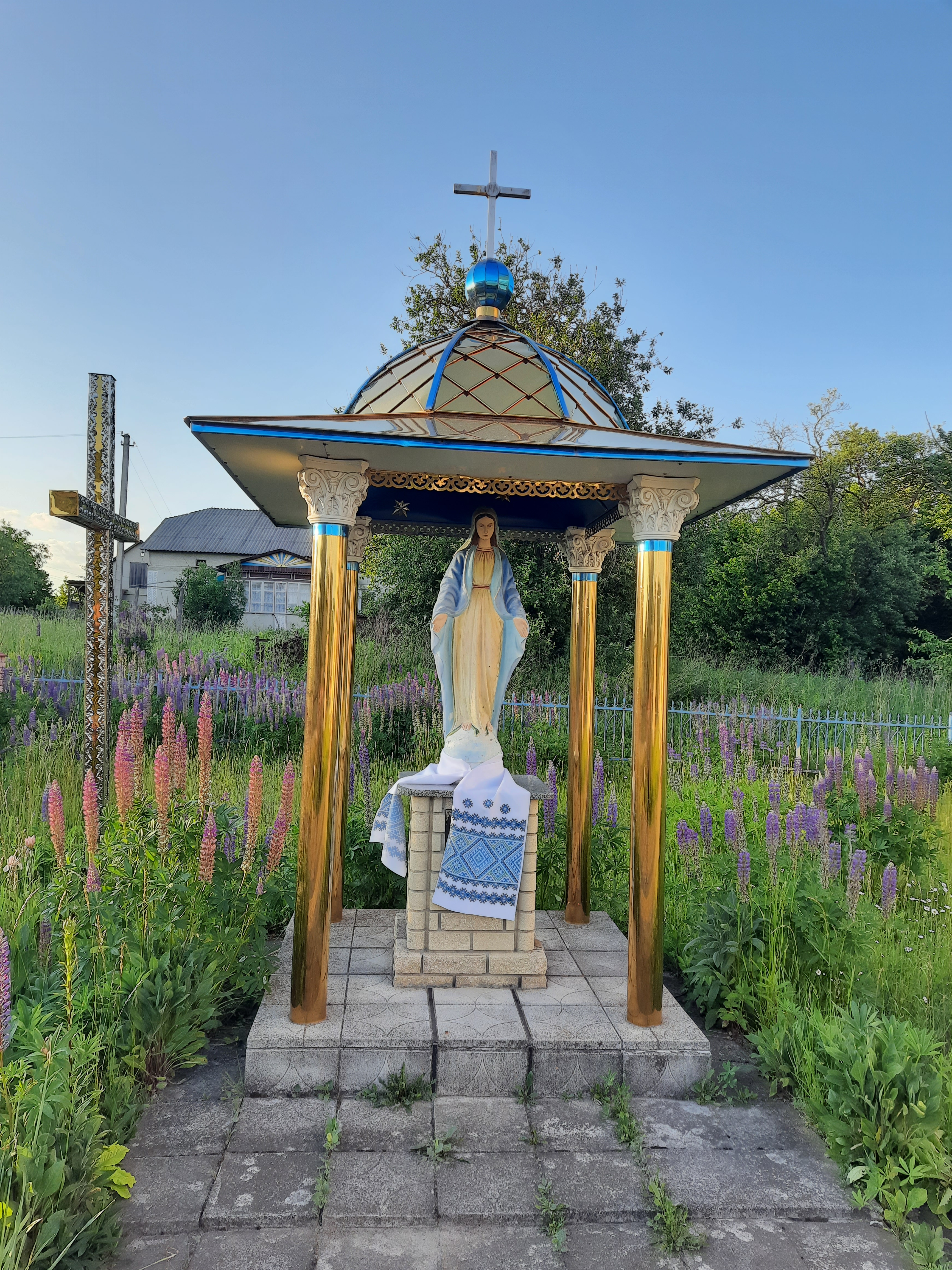
Статуя Божої Матері
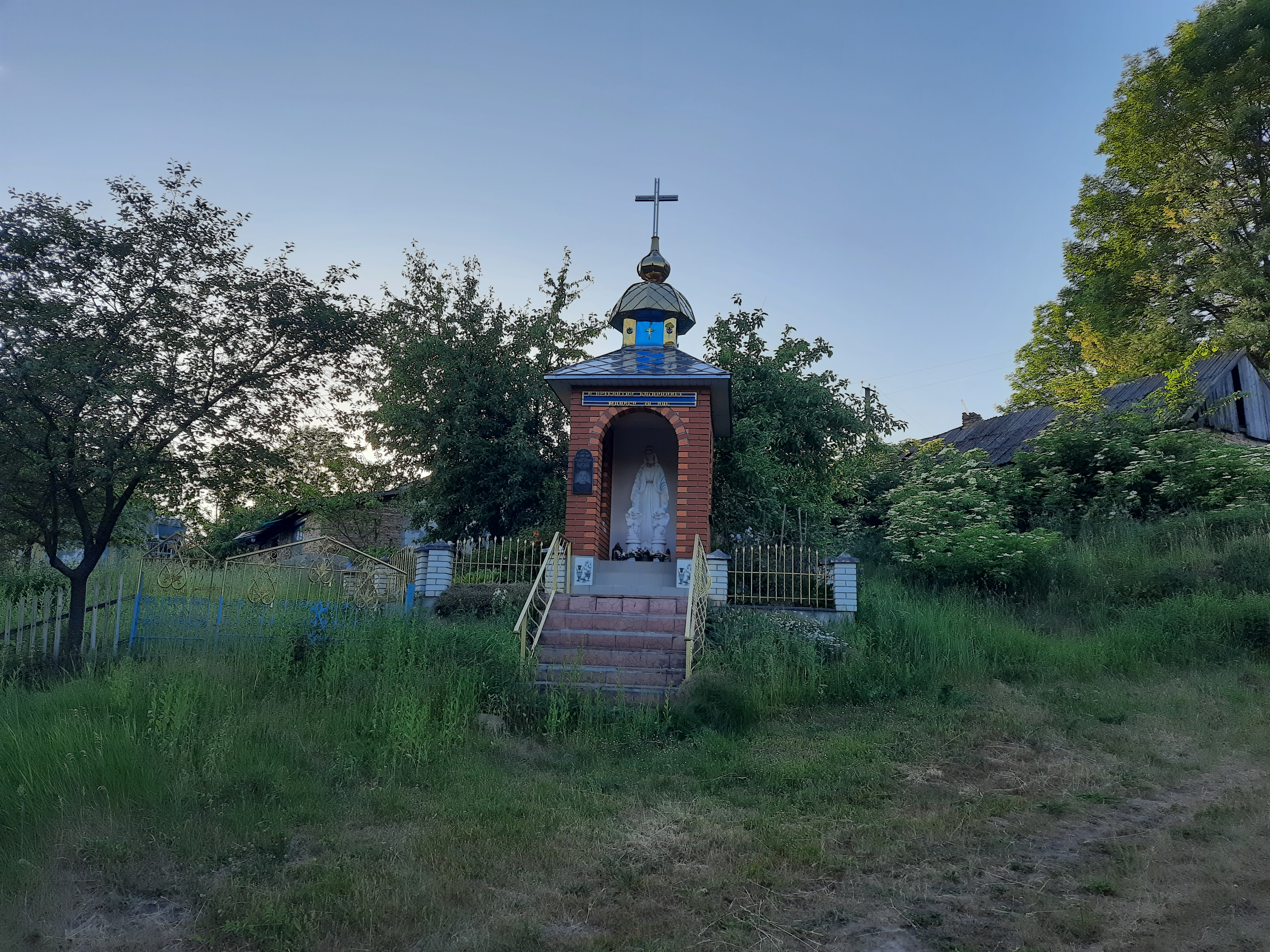
Капличка
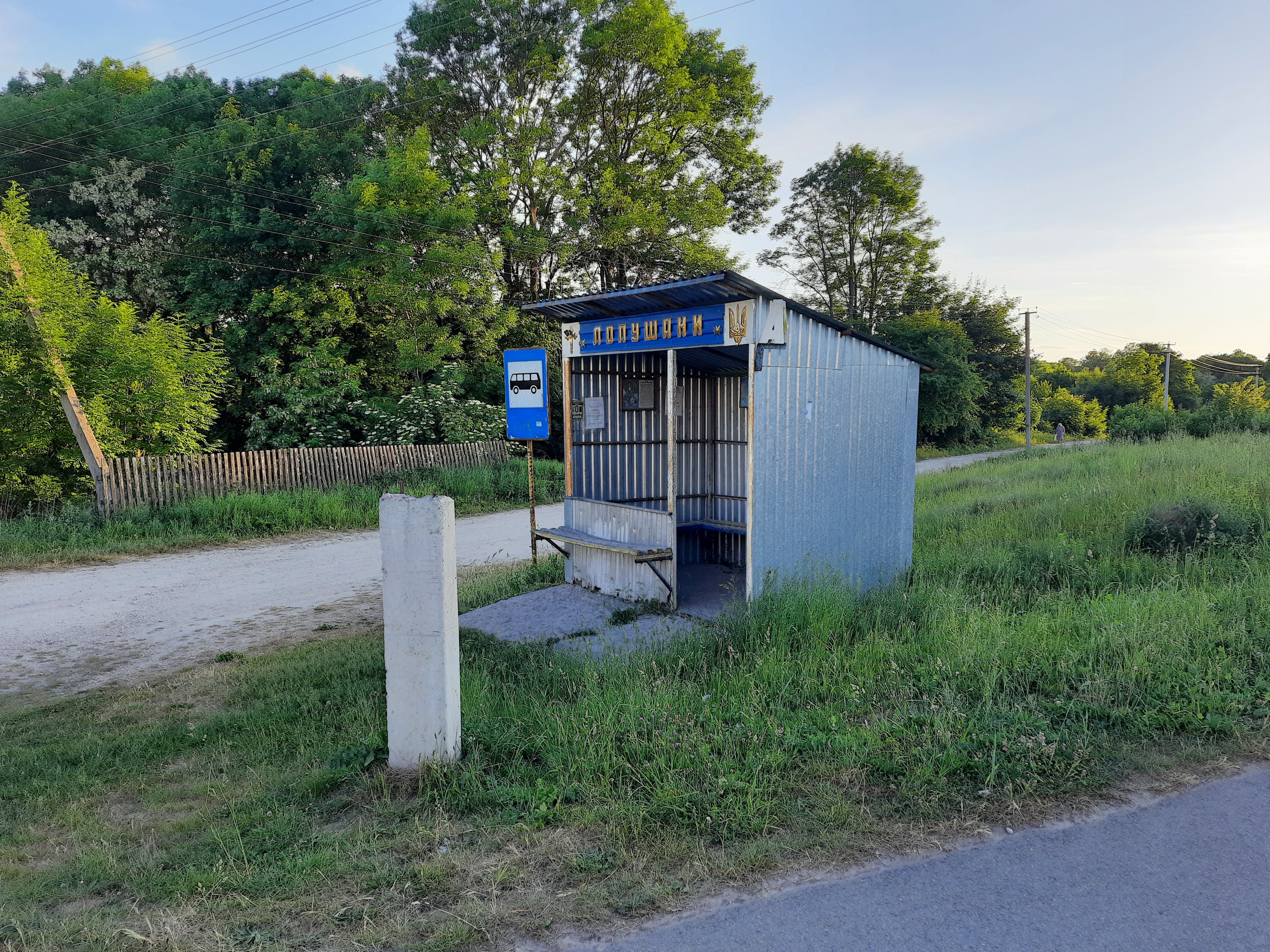
Автобусна зупинка
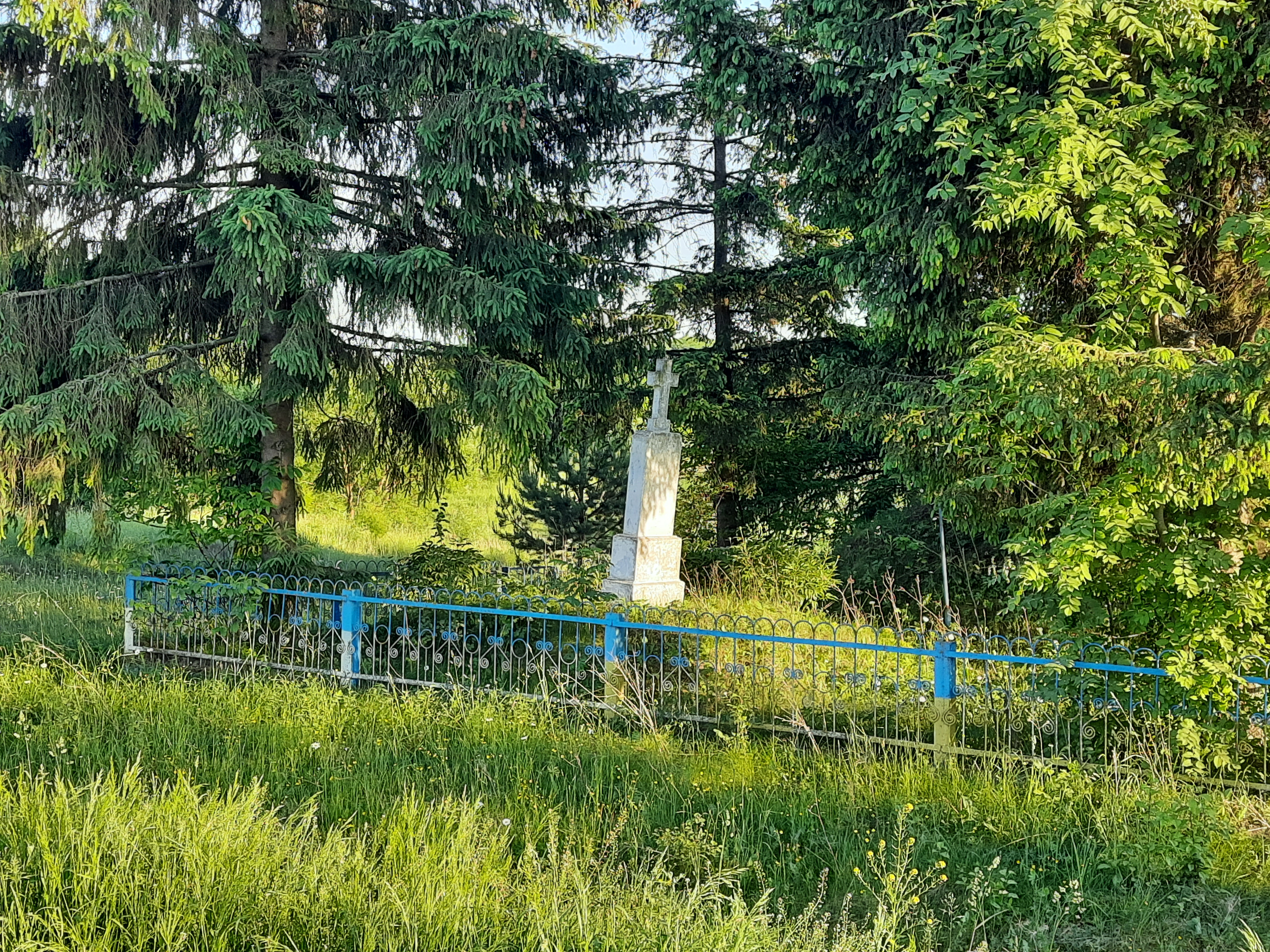
Пам'ятний хрест на околиці села